# Колібаші (Горж)
Колібаші (рум. Colibași) — село у повіті Горж в Румунії. Входить до складу комуни Скоарца.
Село розташоване на відстані 213 км на захід від Бухареста, 19 км на схід від Тиргу-Жіу, 80 км на північ від Крайови.

## Населення
За даними перепису населення 2002 року у селі проживали 236 осіб, усі — румуни. Усі жителі села рідною мовою назвали румунську.